# Parlement sami de Norvège
8e législature
Karasjok (Norvège)

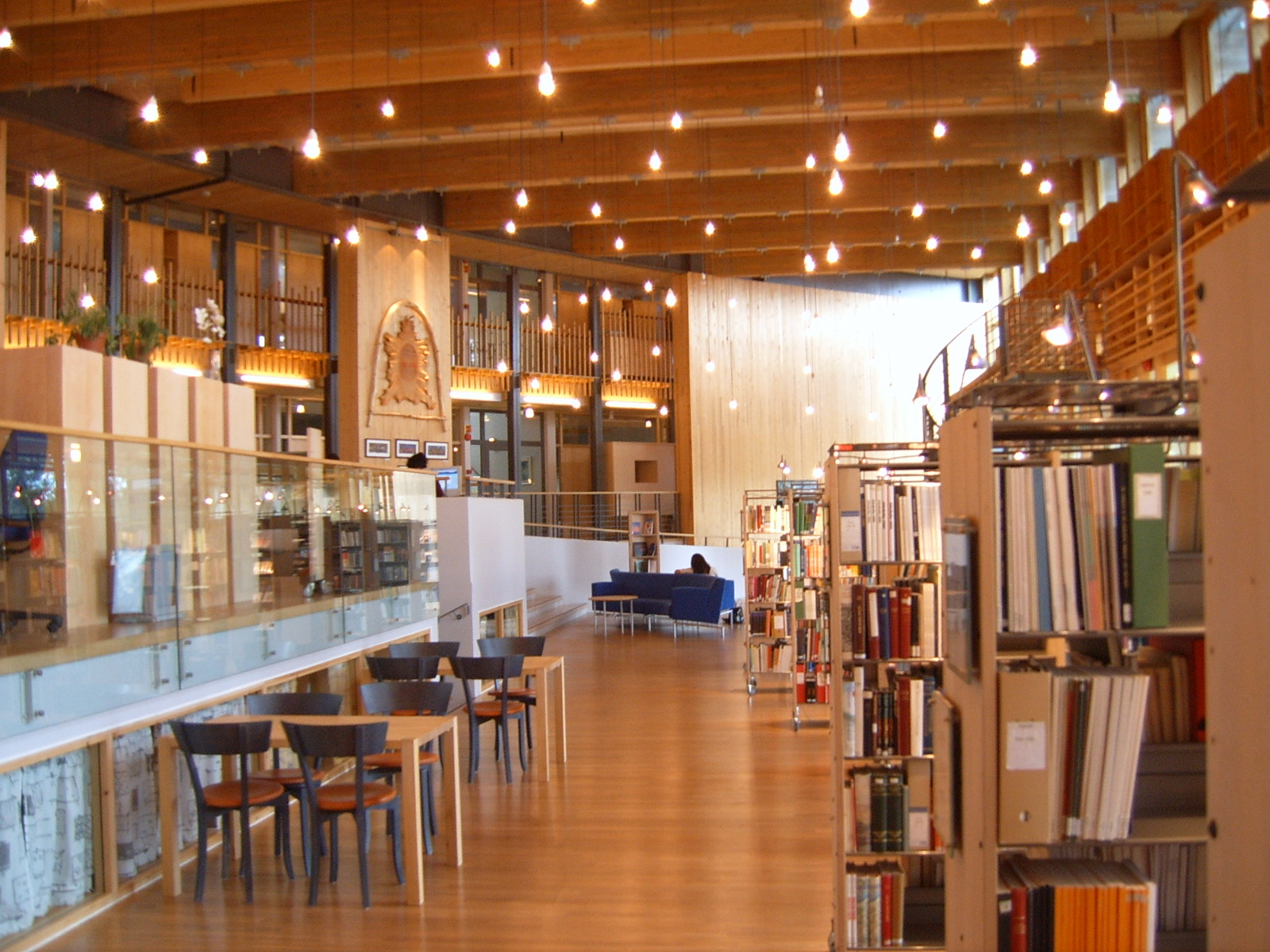
La bibliothèque du Parlement sami de Norvège.

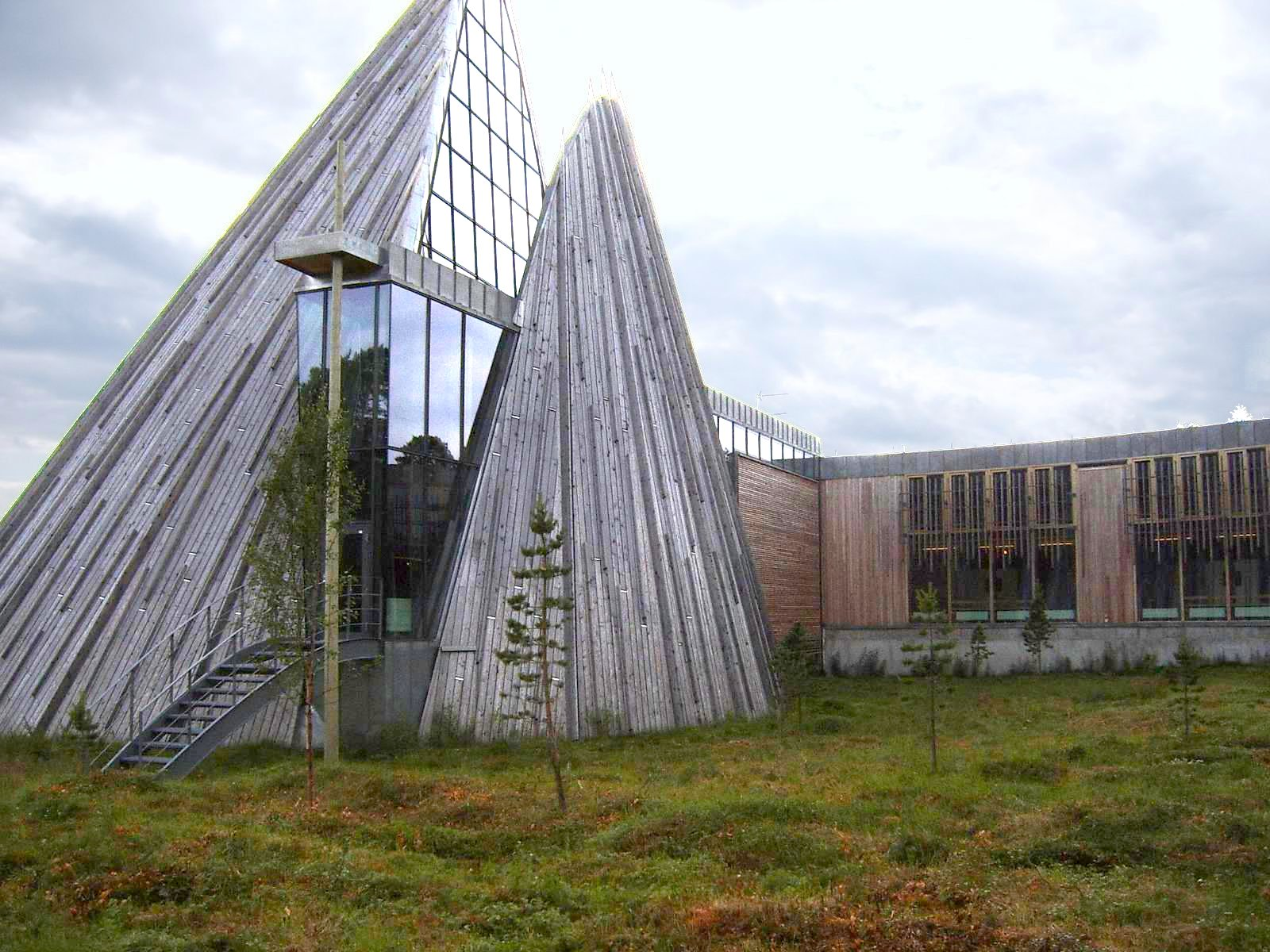
Le parlement sami de Norvège, vue de l'extérieur. L'assemblée est abritée sous un toit évoquant l'habitat traditionnel sami.

Le Parlement sami de Norvège (en norvégien : Sametinget - en same du Nord : Sámediggi - en same de Lule : Sámedigge - en same du Sud :  Saemiedigkie - en same skolt : Sääʹmteʹǧǧ) est une assemblée élue siégeant à Karasjok en Laponie et mise en place en Norvège pour représenter et traiter des affaires concernant les Samis en Norvège. Le Parlement norvégien, le Storting, a en effet établi que la langue et la culture samies devaient recevoir des traitements égaux à ceux accordés à la langue et la culture norvégiennes. La minorité ethnique que constitue le peuple sami a été jugée particulière en ce qu'elle ne relève pas d’une immigration récente, mais qu'elle est une composante propre de l’État norvégien, au même titre que les Norvégiens.
Le parlement a été instauré pour être l'instrument de cette volonté de traitement équitable de la minorité samie, et est notamment compétent dans les domaines de la langue, de la culture, de l’industrie et de l’éducation. Les institutions démocratiques traditionnelles de l’État norvégien ne permettaient en effet pas de rencontrer concrètement cette politique de traitement équitable de la minorité.

## La genèse

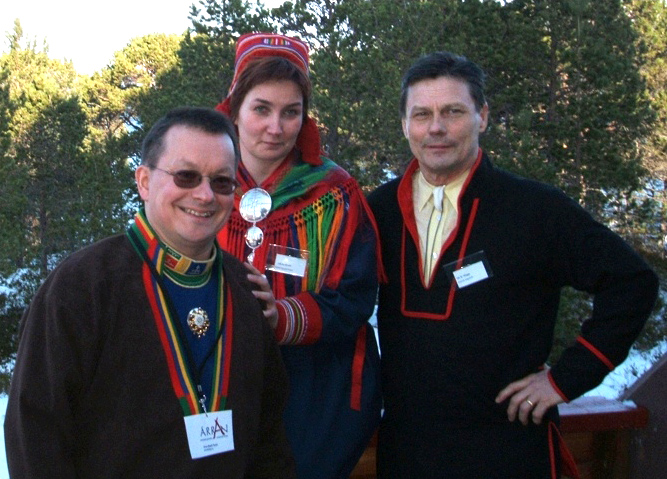
Les trois premiers présidents du Parlement, Sven-Roald Nystø, Aili Keskitalo et Ole Henrik Magga, du parti Norske samers riksforbund.

Dans les années 1960 se fit jour la question relative à la rivière Alta-Kautokeino. Les plans de développement présentés remettaient, en effet, gravement en cause l’intégrité de territoires traditionnellement samis, et menaçant directement d’inondation la communauté de Masi, forte de quelques 200 personnes. Le Storting vota en 1973 la protection inconditionnelle de Masi, mais autorisa en 1978 un barrage sur la rivière. Une pétition de 15 000 signatures, une campagne de désobéissance civile et une grève de la faim en plein centre d’Oslo menèrent à l’ajournement des travaux. Ils reprendront en 1981 sur décision de justice de la Cour du district d’Alta. De nouvelles grèves de la faim eurent lieu en janvier et février, qui amenèrent de nouveau la suspension des travaux. La Cour suprême autorisa cependant la reprise des travaux, sous étroite surveillance policière.
Les autorités d’Oslo mirent en place un Conseil des droits samis et un Conseil de la culture samie pour étudier les problèmes posés aux Samis par le projet. Le Conseil des droits samis remit ses recommandations en 1984, qui furent à la base de la décision du Storting en 1987 d’établir le Parlement sami.
La création du Parlement sami a été confirmée par l’article 110a de la Constitution norvégienne. Le Parlement fut inauguré le 9 octobre 1989 par le Roi Olav V de Norvège.

## Organisation

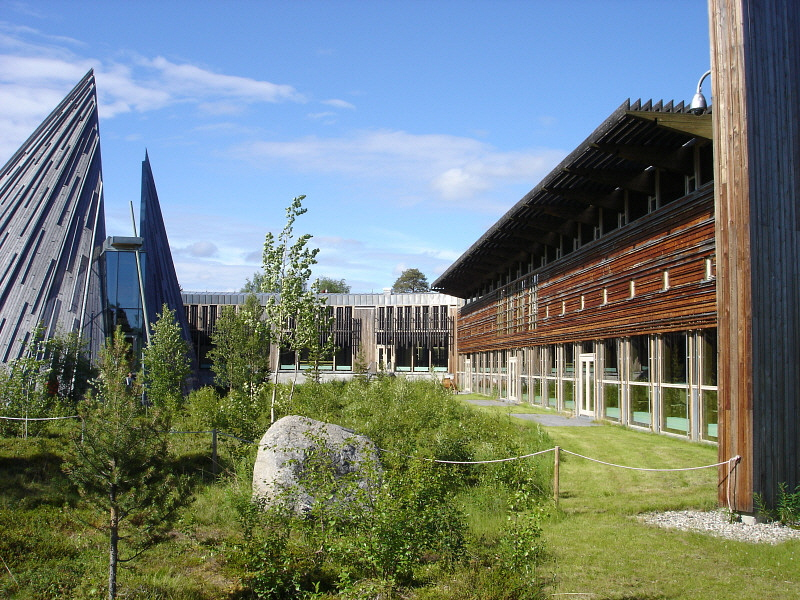
À gauche l'hémicycle, à droite la bibliothèque.

### Session plénière
Siégeant quatre fois l’an, elle est composée des 39 représentants élus. C’est l’assemblée législative du parlement.

### Le Présidium
Composé de cinq des délégués, il a la charge de la gestion des sessions plénières et des délégations externes.

### Le Comité de contrôle
Désigné par la session plénière, il supervise les activités de celle-ci et vérifie qu’elle reste dans le cadre budgétaire et politique fixé.

### Le Conseil du Parlement
C’est le Gouvernement du Parlement. Ses membres sont au nombre de cinq et sont choisis au sein de la majorité. Il est chargé des activités politiques et de gestion courantes. Il lui soumet à la session plénière des propositions au vote. Le Conseil du Parlement se réunit 10 à 12 fois par an.

### Autres institutions
- Le Bureau des subsides
- Le Bureau de la langue

### Les groupes politiques
Les groupes de la majorité :
- Association nationale des Samis norvégiens (14 élus).
- Résidents Samis du Sud de la Norvège (1 élu).
- Liste du Sud-Pays sami (1 élu).
- Parti centriste (1 élu).

Les groupes de l’opposition :
- Parti travailliste (13 élus).
- Union de l'élection samie (2 élus).
- Liste des résidents permanents de Kautokeino (1 élu).
- Liste des nomades samis (1 élu).
- Conservateurs (1 élu).
- Midtre Nordland Sijda (1 élu).

## Élections
Le Parlement sami est renouvelé tous les quatre ans, à l’occasion des élections législatives norvégiennes. Les premières élections pour le Parlement sami eurent lieu en 1989.

## Système électoral
| Circonscription | Sièges | Sièges | Sièges        |  |
| Circonscription | 2017   | 2021   | +/-           |  |
| --------------- | ------ | ------ | ------------- |  |
| Østre           | 5      | 5      |               |  |
| Ávjovári        | 8      | 7      | 1             |  |
| Nordre          | 6      | 6      | en stagnation |  |
| Gáisi           | 5      | 6      | 1             |  |
| Vesthavet       | 5      | 5      | en stagnation |  |
| Sørsamisk       | 4      | 4      | en stagnation |  |
| Sør-Norge       | 6      | 6      | en stagnation |  |
|                 |        |        |               |  |
| Total Norvège   | 39     | 39     | en stagnation |  |

Le parlement sami de Norvège est composé de 39 sièges pourvus pour quatre ans au scrutin proportionnel plurinominal dans 7 circonscriptions de 2 à 7 sièges en fonction du nombre d'inscrit sur les listes électorales samies lors des précédentes élections municipales et régionales.
Ont le droit de vote les électeurs âgés de 18 ans ou plus inscrits sur les listes électorales samies. Pour s'inscrire, un électeur doit déclarer qu'il se considère comme sami et qu'il a le sami comme langue maternelle, ou alors qu'il a un parent, un grand-parent ou un arrière-grand-parent sami, ou encore qu'il est l'enfant d'une personne déjà inscrite sur les listes électorales. Les samis de Suède, de Finlande ou de Russie doivent être enregistrés en Norvège depuis les trois dernières années avant de pouvoir s'inscrire sur les listes électorales.
Les électeurs peuvent voter de manière anticipée, y compris ceux résidant à l'étranger, à l'île Jan Mayen ou à Svalbard, qui en ont généralement la possibilité plus tôt que dans le reste de la Norvège. Le vote anticipé est obligatoire pour ceux résidant dans une municipalité de moins 30 inscrits sur les listes électorales samies

### Registre électoral
Ce registre fut constitué dès l’origine et a pour but de permettre à toute personne considérée comme samie de participer au scrutin. Tout individu norvégien sami de plus de 18 ans peut y être inscrit. De même pour tout citoyen sami suédois ou finlandais inscrits sur les registres de population le 31 mars de l’année électorale. Les citoyens russes samis enregistrés depuis trois ans au moins y ont également accès.
Pour être inscrits sur ce registre, les citoyens doivent :
- se considérer eux-mêmes comme « sami » ;
- déclarer soit :
  - a) qu’ils parlent same chez eux, ou qu’au moins un de leurs parents, grands-parents ou arrière-grands-parents le parle ;
  - b) qu’au moins un de leurs parents est lui-même enregistré comme « sami ».

### Importance du registre électoral
- 1989 : 5 497 individus
- 1993 : 7 236 individus
- 1997 : 8 667 individus
- 2001 : 9 923 individus
- 2005 : 12 475 individus

### Districts électoraux

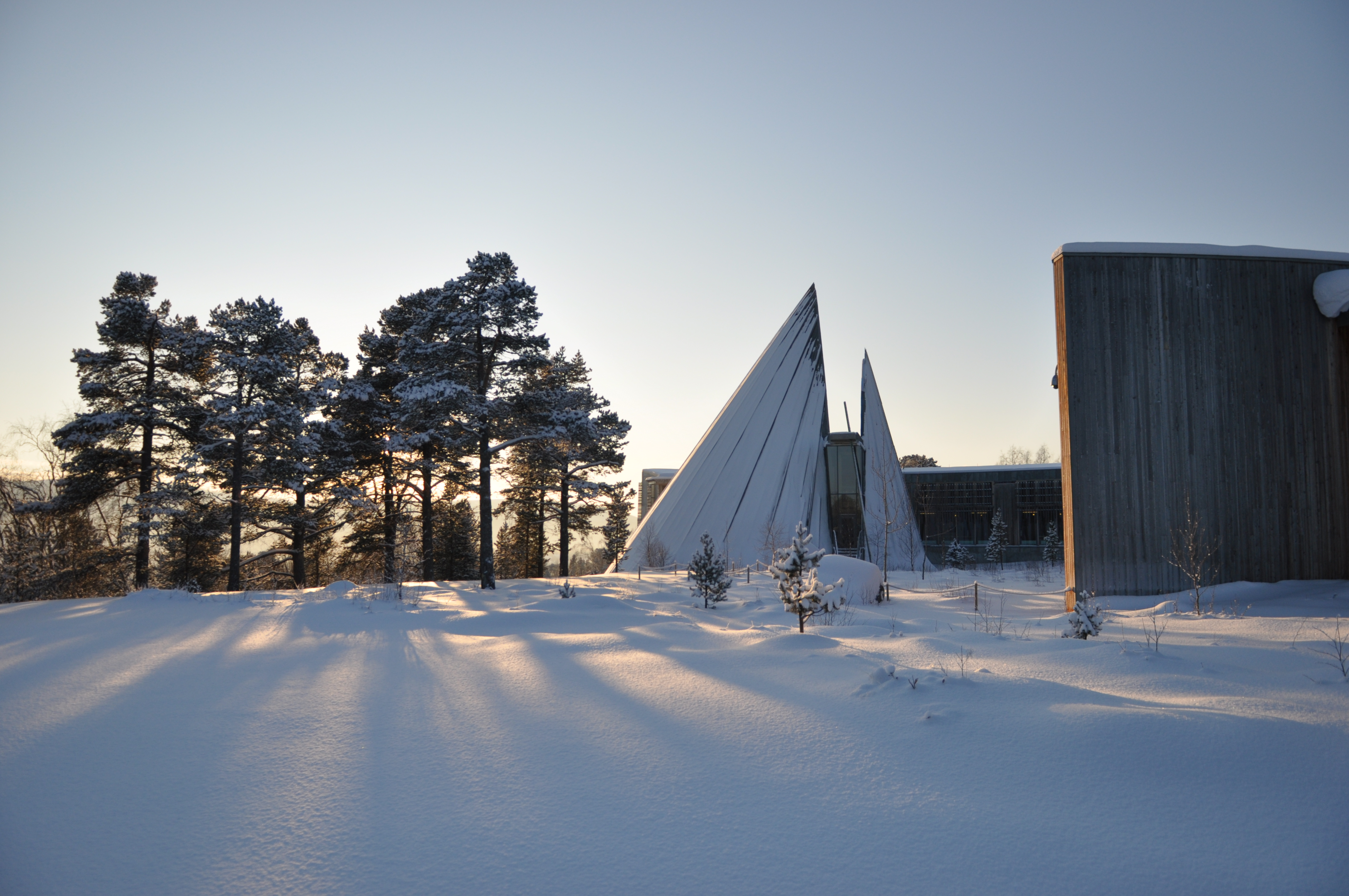
Le Parlement en hiver.

Ceux-ci sont au nombre de 13 et couvrent l’ensemble du territoire norvégien. Leur superficie augmente dans les districts méridionaux, où les Sámes sont peu nombreux. Du nord au sud :
- Varanger
- Tana
- Karasjok
- Kautokeino
- Porsanger
- Alta / Kvalsund
- Nord-Troms
- Troms moyen
- Sud-Troms
- Nord Nordland
- Nordland moyen
- Sud-région Sáme
- Sud-Norvège

## Budget
Le budget du Parlement sami n’est constitué que des sommes octroyées par le Strorting. Le Parlement sami est en principe libre de délivrer les montants dont il dispose en accord avec ses compétences. Ceux-ci vont en majorité à des projets existants, et il n’a été que peu loisible de développer de nouvelles politiques. Le Parlement sami gère environ la moitié des budgets liés aux programmes samis en Norvège, divers ministères dépendant du Gouvernement central gérant le solde des budgets samis.
Entre 1998 et 2003, il n’y a pas eu de croissance du budget du Parlement sami. Sur cette même période, le budget de l’État norvégien a lui crû de 37 %.

## Administration
L’administration du Parlement sami remplit un triple rôle de relation entre le public et ses représentants :
- un cadre administratif aux programmes mis en œuvre sous l’autorité du Parlement sáme ;
- l’administration parlementaire ;
- le secrétariat politique du Conseil du Parlement.

Au sein du Sámediggi, le Parlement, son organe politique et son administration sont rassemblés en une seule organisation. L’administration est donc chargée de tâches nombreuses et variées, tant à l’égard du public qu’à un niveau politique. Elle est structurée en sept départements et compte une centaine d’employés. Elle possède des bureaux à Karasjok, Kautokeino, Nesseby, Tromsø, Tysfjord et Snåsa.

## Conseil parlementaire sami
Le Conseil parlementaire sami, institué le 2 mars 2000, est une instance coopérative mise en place par les trois parlements samis, de Norvège, Finlande et Suède. Le Conseil sami et les Samis de Russie y prennent part en tant qu'observateurs.
Le rôle de cette instance est la représentation Sáme sur la scène internationale et en toutes affaires sámes requérant une prise en considération par delà les frontières.
Le Conseil parlementaire sami est ainsi une instance active auprès du Conseil arctique, de la coopération de Barents, d’Interreg et des travaux de l'Organisation des Nations unies consacrés aux minorités. Il s’intéresse aussi aux problématiques de culture, de langue et d’art sami.

## Le Comité de la langue same
Le Comité de la langue same fut institué en 1971. Il s’agit d’une instance consultative destinée à promouvoir la langue same, et à essayer d’harmoniser son statut dans les quatre pays où elle est parlée. Ses bureaux sont établis dans ceux du département de la langue du Parlement à Kautokeino.

## Rencontre des ministres samis et des présidents des parlements samis
Instaurés en 2000, ces rencontres se tiennent une fois par an, afin de débattre de problématiques communes, et de chercher à uniformiser le statut des Samis dans les différents pays où ils sont présents. Les trois présidents de parlement se rencontrent également quand ils le jugent nécessaire.

## Bâtiment
Le bâtiment abritant le Parlement à Karasjok a été officiellement inauguré le 2 novembre 2000 par le roi Harald V de Norvège. Ses architectes en furent Stein Halvorsen et Christian Sunbdy, dont le projet fut choisi parmi 47 autres propositions en mars 1996. La construction s’étala d’août 1998 à juin 1999.
Le bâtiment se présente sous forme d’un demi-cercle à deux étages, comprenant la bibliothèque, l’accueil, cinq salles de réunion et de nombreux bureaux. À l’une des extrémités du demi-cercle se trouve la salle de l’assemblée plénière, abritée par un édifice en forme de tipi. Le bâtiment est notamment équipé de facilités en termes de liaisons télématiques et en réseaux informatiques.
Le bâtiment comprend deux œuvres d’art d’importance : « Luotta », par Hild Skancke Pedersen dans la salle des assemblées plénières, et diverses représentations de proverbes sámes sont l’œuvre de Kristin Ytreberg.
Le bâtiment occupe une superficie totale de 5 300 m3, et a coûté la somme de 128 700 000 NOK.
En 2001, le bâtiment a reçu le trophée national d’architecture, le « Statens byggeskikkspris », ainsi que le Prix d’architecture de Norvège septentrionale en 2002. Lors de l’attribution de ces prix, l’intégration d’une architecture moderne avec la culture sáme a été soulignée.

#### Droit international
- Anthropologie juridique, Coutume, Savoirs traditionnels
- Peuple autochtone, Droit des peuples autochtones (Déclaration des droits des peuples autochtones)
- Colonialisme, Colonisation, Décolonisation, Néocolonialisme, Droit des peuples à disposer d'eux-mêmes

#### Études théoriques
- Études postcoloniales, Études décoloniales, Guerres de l'histoire